# Reinhold de Croll
Reinhold de Croll, döptes 14 november 1673 i Tyska S:ta Gertruds församling, Stockholm, död 29 november 1710 i Tyska S:ta Gertruds församling, Stockholm, var en svensk organist, kompositör och klockspelare.

## Biografi
Reinhold de Croll döptes i Stockholm 14 november 1673 i Tyska S:ta Gertruds församling, Stockholm. De Croll var äldsta barn till Johann de Krull (död 1702) som var klockspelare i Tyska kyrkan och Märta Siewerts. Han ska ha studerat utomlands och själv senare varit privatlärare i musik. De Croll engagerades till Kungliga Hovkapellet 1700, men var tvungen att frånträda våren 1702, då han fått organisttjänsten i Riddarholmskyrkan efter sin avlidne far. Då hovorganisten Christian Krahn avled 1704 åter fick han kapelltjänsten. Samma år efterträdde han sin avlidne bror Johan som klockspelare i Tyska församlingen. Fram till sin död peståret 1710 innehade de Croll tre parallella tjänster.
Sistnämnda år utsågs han till organist även i Sankt Jacobs kyrka. 1702 gifte han sig med Maria Swart, den första kvinnliga medlemmen av Hovkapellet.

## Verklista

### Klaververk
- Menuett i b-moll, tillägnad Anders von Düben den yngre.
- Menuett i b-moll, tillägnad mademoiselle Düben.
- Menuett i d-dur, tillägnad Sparre[särskiljning behövs] och ?.
- Menuett.